# Sven Simon
Sven Simon (ur. 9 października 1978 w Lahn) – niemiecki prawnik, nauczyciel akademicki i polityk, profesor na Uniwersytecie w Marburgu, poseł do Parlamentu Europejskiego IX i X kadencji.

## Życiorys
W latach 2000–2005 studiował prawo na Uniwersytecie w Gießen, w międzyczasie (w latach 2002–2003) kształcił się na University of Warwick. W 2005 i 2010 zdał państwowe egzaminy prawnicze I oraz II stopnia. W 2008 doktoryzował się na podstawie pracy poświęconej liberalizacji usług użyteczności publicznej w ramach WTO i UE. Od 2008 do 2010 odbywał aplikację zawodową przy sądzie okręgowym w Gießen. Następnie był wykładowcą na macierzystej uczelni, habilitował się w 2015. W międzyczasie gościnnie wykładał na Uniwersytecie Wisconsin w Madison. W latach 2015–2016 pracował na Wolnym Uniwersytecie Berlińskim. W 2016 został profesorem na Uniwersytecie w Marburgu, gdzie objął katedrę prawa międzynarodowego publicznego i prawa europejskiego.
W 2011 wszedł w skład zarządu federalnego DGVN, niemieckiego towarzystwa propagującego wiedzę o działalności ONZ. W 2017 został przewodniczącym organizacji naukowej Europäische Akademie Hessen.
Zaangażowany również w działalność polityczną, w 2000 został członkiem Unii Chrześcijańsko-Demokratycznej i jej młodzieżówki Junge Union. Wybierany na radnego miejscowości Buseck, a od 2006 do rady powiatu Gießen.
W styczniu 2019 został głównym kandydatem CDU w Hesji w wyborach europejskich w maju tegoż roku. W wyniku tego głosowania uzyskał mandat eurodeputowanego IX kadencji. Z powodzeniem ubiegał się o poselską reelekcję w 2024.